# Catherine Ire
Pour les articles homonymes, voir Catherine de Russie.
Catherine Ire (russe : Екатерина I), née (polonais : Marta Helena Skowrońska ou Skawrońska) le 15 avril 1684 à Jakobstadt en Livonie et morte le 17 mai 1727 à Saint-Pétersbourg), est impératrice de Russie de 1725 à 1727. Elle épouse le tsar Pierre le Grand en 1707.

## Biographie
Il n’existe aucun document fiable sur les origines de Catherine. Voltaire dit d'elle qu'elle a eu une vie aussi extraordinaire que Pierre le Grand.
Née de parents catholiques et pauvres qui meurent de la peste vers 1689, Marta Helena Skowrońska est placée par sa tante à Marienbourg en tant que servante chez le pasteur luthérien Johann Ernst Glück, traducteur de la Bible en letton. Ce dernier ne se soucie toutefois pas de lui apprendre à lire et écrire et elle demeure analphabète toute sa vie.
À 17 ans, en 1702, adolescente d'une beauté avenante, elle épouse un modeste dragon suédois, Johan Cruse (ou Rabbe), dont le régiment était cantonné dans le voisinage ; mais cette union ne dure que huit jours, les troupes suédoises se repliant alors devant l’avancée de l’armée russe commandée par Boris Cheremetiev. Johan est porté disparu.

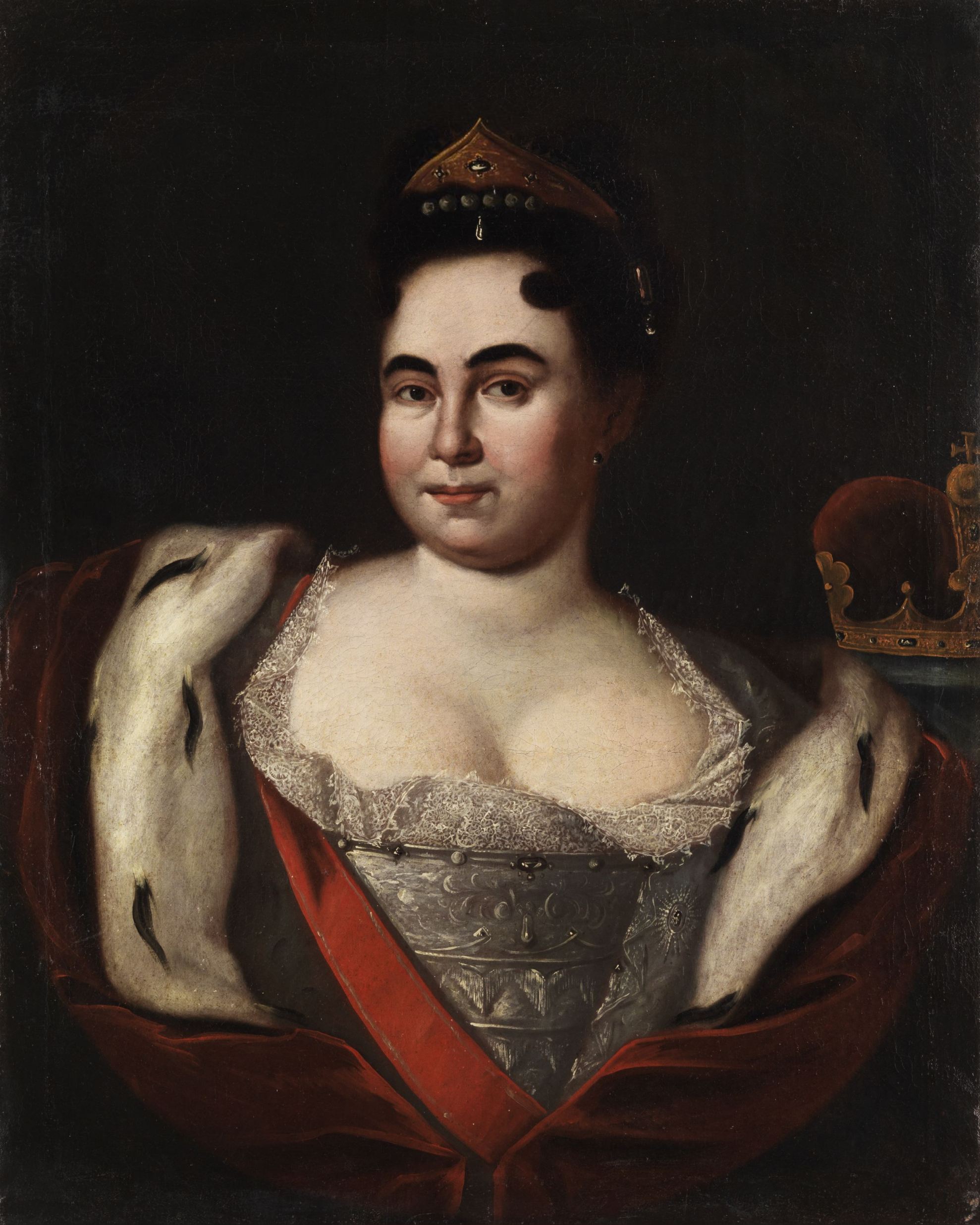
Catherine Ire vers 1720.

Marta travaille comme servante auprès du vieux feldmarshall Cheremetiev puis passe au service du prince Alexandre Danilovitch Menchikov. Elle devient la servante et peut-être la maîtresse de Menchikov, avant de faire la connaissance de Pierre le Grand en automne 1703. Peu après, elle devient la maîtresse de Pierre le Grand.
En 1705, elle se convertit à la religion orthodoxe et prend le nom d'Iekaterina Alexeïevna.
Entre le 23 octobre et le 1er décembre 1707, Catherine et le tsar se marient secrètement à Saint-Pétersbourg.

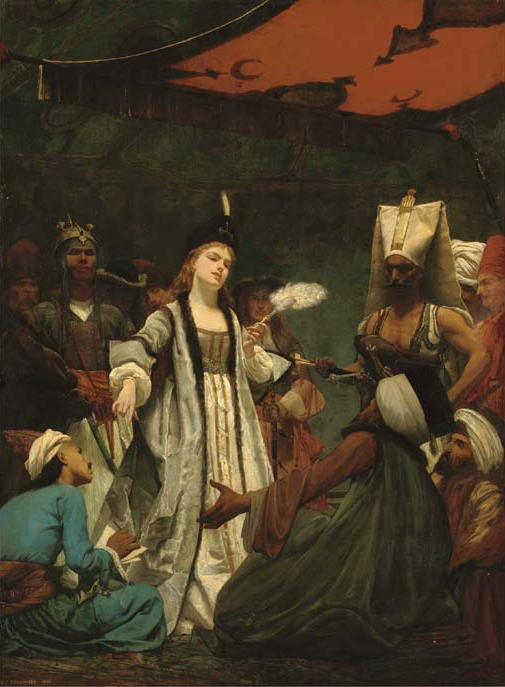
Catherine Ire négociant le traité du Pruth avec les Turcs par Gustave Boulanger.

En 1711, elle accompagne le tsar dans sa campagne contre l'Empire ottoman, et lui rend le plus important service en traitant avec les ennemis qui le tenaient enfermé sur les bords de la rivière Prout : elle achète au prix de ses pierreries la retraite du grand vizir.
Pierre Ier l'épouse officiellement en 1712 après en avoir eu un enfant, Anna Petrovna de Russie ; ils eurent ensemble six autres enfants, dont la future impératrice Élisabeth Petrovna, le 18 décembre 1709 (29 décembre dans le calendrier grégorien).
Le 7 mai 1724, elle est solennellement couronnée impératrice.

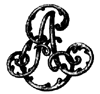
Monogramme de l'impératrice Catherine Ire de Russie.

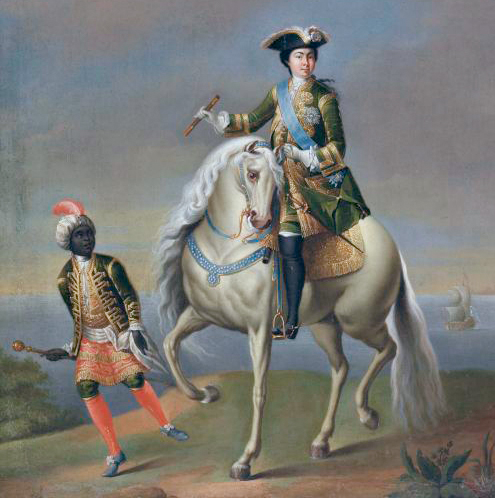
Portrait équestre de l'impératrice Catherine Ire sur son cheval blanc.

Après la mort de l'empereur en 1725, elle est reconnue souveraine de toutes les Russies, nomme Menchikov chef de gouvernement puis le laisse exercer une grande influence.

## Distinctions
- Ordre de Saint-André :
- Ordre de Saint-Alexandre Nevski:
- Ordre de Sainte-Catherine (1re classe) :